# Tupacarana
Genre
Tupacarana est un genre d'opilions laniatores de la famille des Gonyleptidae.

## Distribution
Les espèces de ce genre sont endémiques du Brésil. Elles se rencontrent dans les États de Santa Catarina et du Paraná.

## Liste des espèces
Selon World Catalogue of Opiliones (25/08/2021) :
- Tupacarana gofferjei Soares & Soares, 1947
- Tupacarana marmorata Mello-Leitão, 1939
- Tupacarana serrina Mello-Leitão, 1939

## Publication originale
- Mello-Leitão, 1939 : « Dois gêneros e sete espécies de Goniléptidas sulamericanos. » Boletim Biologico, vol. 4, p. 345–351.